# Sinima
Koordinaten: 58° 45′ N, 22° 31′ O
Sinima ist ein Dorf (estnisch küla) in der Landgemeinde Hiiumaa (bis 2017: Landgemeinde Emmaste). Es liegt auf der zweitgrößten estnischen Insel Hiiumaa (deutsch Dagö).

## Beschreibung
Sinima hat 11 Einwohner (Stand 31. Dezember 2011).
Auf dem Gebiet des heutigen Dorfes lag nach der Teilung der Insel 1254 das wirtschaftliche Zentrum des Kirchspiels von Käina (Keinis). Das damalige Gut des Bischofs von Saare-Lääne (Ösel-Wiek) ist heute nicht mehr erhalten.